# GoGo Sentai Boukenger
Magi Rangers Geki Rangers
Gōgō Sentai Bōkenger (轟轟戦隊ボウケンジャー, Gōgō Sentai Bōkenjā, littéralement Bōkenger, l'escadron vrombissant) est une série télévisée japonaise du genre sentai en 49 épisodes de 25 minutes produite en 2006. Bōkenger est un amalgame du mot japonais 冒険 (bōken), signifiant « aventure ».

## Synopsis
SGS (Search Guard Successor) est une organisation secrète qui doit retrouver et protéger des artefacts perdus nommés Precious, appartenant à des civilisations disparues, et possédant de grands pouvoirs, les rendant potentiellement dangereux s'ils venaient à tomber entre de mauvaises mains. Dans ce but a été mise en place une unité spéciale, les Bōkengers, composés de Satoru Akashi (Bōken Red), le chef respecté, Sakura Nishihori (Bōken Pink), spécialiste des explorations des fonds marins et ex-tireuse d'élite (et secrètement amoureuse de Akashi), Sōta Mogami (Bōken Blue), un ex-agent secret, ainsi que de deux nouvelles recrues, Masumi Inō (Bōken Black), un ex-voleur et pilleur de tombes, et Natsuki Mamiya (Bōken Yellow), une jeune fille amnésique, découverte près d'une grotte par Masumi lors d'une de ses explorations.
Lors de leurs aventures, les Bōkengers se retrouvent face à plusieurs groupes d'ennemis, les Negative Syndicates, qui cherchent à utiliser les Precious pour leurs intérêts personnels : La Civilisation Gordom et la Tribu Jaryū cherchent à faire que leurs espèces respectives dominent la Terre, alors que les ninja de Dark Shadow cherchent seulement à dégager des profits du trafic de Precious.

## Personnages

### Fondation S.G.S. (Search Guard Successor)

#### Bōkengers
- Satoru Akashi (明石 暁, Akashi Satoru?) / Bōken Red (ボウケンレッド, Bōken Reddo?) : Après s'être transformé, il dit : « l'Aventurier ardent ! Bōken Red ! » (「熱き冒険者！ボウケンレッド！」, Atsuki Bōkensha! Bōken Reddo!?)
  - Armes : Bōken Bo (ボウケンボー, Bōken Bō?)
- Masumi Inō (伊能 真墨, Inō Masumi?) / Bōken Black (ボウケンブラック, Bōken Burakku?) : Après s'être transformé, il dit : « l'Aventurier rapide ! Bōken Black ! » (「迅き冒険者！ボウケンブラック！」, Hayaki Bōkensha! Bōken Burakku!?)
  - Armes : Radial Hammer (ラジアルハンマー, Rajiaru Hanmā?)
- Sōta Mogami (最上 蒼太, Mogami Sōta?) / Bōken Blue (ボウケンブルー, Bōken Burū?) : Après s'être transformé, il dit :« l'Aventurier des hauteurs ! Bōken Blue ! » (「高き冒険者！ボウケンブルー！」, Takaki Bōkensha! Bōken Burū!?)
  - Armes : Blow Knuckle (ブロウナックル, Burō Nakkuru?)
- Natsuki Mamiya (間宮 菜月, Mamiya Natsuki?) / Bōken Yellow (ボウケンイエロー, Bōken Ierō?) : Après s'être transformée, elle dit : « l'Aventurière forte ! Bōken Yellow ! » (「強き冒険者！ボウケンイエロー！」, Tsuyoki Bōkensha! Bōken Ierō!?)
  - Armes : Bucket Scoopers (バケットスクーパー, Baketto Sukūpā?)
- Sakura Nishihori (西堀 さくら, Nishihori Sakura?) / Bōken Pink (ボウケンピンク, Bōken Pinku?) : Après s'être transformée, elle dit : « l'Aventurière des profondeurs ! Bōken Pink ! » (「深き冒険者！ボウケンピンク！」, Fukaki Bōkensha! Bōken Pinku!?)
  - Armes : Hydro Shooter (ハイドロシューター, Haidoro Shūtā?)
- Eiji Takaoka (高丘 映士, Takaoka Eiji?) / Bōken Silver (ボウケンシルバー, Bōken Shirubā?) (épisode 19) : Après s'être transformé, il dit : « l'Aventurier brillant ! Bōken Silver ! » (「眩き冒険者！ボウケンシルバー！」, Mabayuki Bōkensha! Bōken Shirubā!?)
  - Armes : Sagasniper (サガスナイパー, Sagasunaipā?)

L'appel nominal se conclut ainsi : « Par l'esprit Bōken infini ! » (「果てなき冒険スピリッツ！」, « Hate naki Bōken Supirittsu! »), suivi de « Gōgō Sentai Bōkengers ! » (「轟轟戦隊ボウケンジャー！」, « Gōgō Sentai Bōkenjā! »)

#### Autres membres des S.G.S.
- Mister Voice (ミスター・ボイス, Misutā Boisu?)
- Morio Makino (牧野 森男, Makino Morio?)
- Zubahn, l'homme grande épée (大剣人 ズバーン, Daikenjin Zubān?)

### Negative Syndicates
« Negative Syndicates » (「ネガティブシンジケート」, « Negatibu Shinjikēto ») désigne l'ensemble des groupes ennemis de Bōkengers.

#### Civilisation Gordom
La civilisation Gordom (ゴードム文明, Gōdomu Bunmei)
- L'Archiprêtre Gajah (大神官ガジャ, Daishinkan Gaja?) est le chef de la civilisation.
- Les combattants Karth (戦闘員カース, Sentōin Kāsu?) sont les fantassins de la civilisation.
- Les dieux géants (巨神, Kyoshin?) sont les monstres envoyés sur Terre par la civilisation.

#### Clan Jaryu
Le clan Jaryu (ジャリュウ一族, Jaryū Ichizoku)
- Le roi créateur Ryuwon (創造王リュウオーン, Sōzō-ō Ryūōn?) (épisodes 2-21) est le chef du clan.
- Les soldats dragonoïdes Jaryu (竜人兵ジャリュウ, Ryūjinhei Jaryū?) (épisodes 2-49) sont les fantassins du clan.
- Les Dragons maudits (邪悪竜, Jaakuryū?) forment la première catégorie de monstres envoyés sur Terre par le clan.
- Les grands Dragons maléfiques (大邪竜, Daijaryū?) forment la seconde catégorie de monstres envoyés sur Terre par le clan.

#### Dark Shadow
Dark Shadow (ダークシャドウ, Dāku Shadō) est un groupe descendant d'une société ninja surnommée « la Société de l'Ombre » (「シャドウの結社」, « Shadō no Kessha »)
- Gekkō des Illusions (幻のゲッコウ, Maboroshi no Gekkō?)
- Yaiba des Ténèbres (闇のヤイバ, Yami no Yaiba?)
- Shizuka du Vent (風のシズカ, Kaze no Shizuka?)

#### Tribu Ash
La tribu Ash (アシュ族, Ashu Zoku)
- dieu démoniaque furieux Gai (怒りの鬼神ガイ, Ikari no Kishin Gai?) (épisodes 17-42) :
- grande bête Rei (大いなる獣レイ, Oinaru Kemono Rei?) (épisodes 17-42) :
- Hyōga (ヒョウガ, Hyōga?) (épisode 17) :
- Kei (ケイ, Kei?) (épisodes 19-48) : C'est la mère d'Eiji.
- Ōga (オウガ, Ōga?) (épisodes 40-42) :

#### Questers
- Quester Gai
- Quester Rei

## Précieux
Les Précieux (プレシャス, Pureshasu) sont de puissants artefacts recherchés par la fondation S.G.S. .
- Cœur de Gordom (ゴードムの心臓, Gōdomu no Shinzō?)

Apparitions : Tasks 1 et 48
Niveau de danger : 86
- Cerveau de Gordom (ゴードムの脳髄, Gōdomu no Nōzui?)

Apparitions : Tasks 1, 48 et Last Task
Niveau de danger : 130
- Épées des trois royaumes (三国覇剣, Sangoku Haken?)

Apparitions : Tasks 3 et 47
Niveau de danger : 360 (120 par parchemin)
- Météo du Mal (マッドネス･ウェザー, Maddonesu Wezā?)

Apparition : Task 4
Niveau de danger : Inconnu
- Perle impériale (帝国の真珠, Teikoku no Shinju?)

Apparitions : Tasks 5 et 23
Niveau de danger : Inconnu
- Kubi (縊, Kubi?)

Apparition : Task 6
Niveaux de danger : Environ 1 à 20 par goutte (0 après vidage par Gajah)
- Écaille de Salamandre (サラマンダーの鱗, Saramandā no Uroko?)

Apparition : Task 7
Niveau de danger : 220
- Vril (ヴリル, Vuriru?)

Apparition : Task 8
Niveau de danger : 130
- Manuscrit de Leon Giordana (レオン・ジョルダーナの画帳（写本）, Reon Jorudāna no Gachō (Shahon)?)

Apparition : Task 11
Niveau de danger : 350
- flûtes d'Hamelin (ハーメルンの笛, Hāmerun no Fue?)

Apparition : Task 12
Niveau de danger : 110
- Trésors de la Princesse Kaguya (かぐや姫の宝, Kaguya-hime no Takara?)

Apparition : Task 13
Niveaux de danger : Inconnu
- Acier de la Mine céleste (アメノカナヤマノハガネ（天の金山の鋼）, Ame no Kanayama no Hagane?)

Apparition : Task 14
Niveaux de danger : 100
- Cristal de l'Eau (アクアクリスタル, Akua Kurisutaru?)

Apparition : Task 16
Niveau de danger : Inconnu
- Miroir des cent démons (百鬼鏡, Hyakki-kagami?)

Apparition : Task 17
Niveaux de danger : Inconnu/0
- Arc du soldat (兵の弓, Tsuwamono no Yumi?)

Apparitions : Tasks 18 et 47
Niveau de danger : 187
- Canon Éclair (雷砲, Kaminari-hō?)

Apparition : Task 20
Niveau de danger : 550
- Marteau d'Uchide (打出の小槌, Uchide no Kozuchi?)

Apparition : Task 21
Niveau de danger : 240
- Anneau de Solomon (ソロモンの指輪, Soromon no Yubiwa?)

Apparition : Task 22
Niveau de danger : 13
- Tambour d'Hatsune (初音の鼓, Hatsune no Tsuzumi?)

Apparition : Task 24
Niveau de danger : 3 (Éventuellement 100)
- Fruit de la Sagesse (知恵の果実, Chie no Kajitsu?)

Apparition: Task 25
Niveau de danger : Inconnu
- Pantoufle de verre (ガラスの靴, Garasu no Kutsu?)

Apparition : Task 26
Niveau de danger : 230
- Boussole feng shui « Œil du Dragon » (風水羅盤・竜眼, Fūsui Raban Ryūgan?)

Apparition: Task 27
Niveau de danger : 88
- Armure légendaire (伝説の鎧, Densetsu no Yoroi?)

Apparition : Task 28
Niveau de danger: 330
- Vaisseau spatial géant draco-morphe, Stringross (巨大龍型宇宙船ストリングロス, Kyodai Ryūgata Uchūsen Sutoringurosu?)

Apparition : Bōkengers, le film
Niveaux de danger : infini
- Œuf de Lemuria (レムリアの卵, Remuria no Tamago?)

Apparitions : Task 29 et 30
Niveaux de danger : inconnu
- Épée dorée (黄金の剣, Ōgon no Ken?)

Apparitions : Depuis Task 29
Niveaux de danger : inconnu
- Flamme du pays ruiné (亡国の炎, Bōkoku no Honō?)

Apparition : Task 31
Niveau de danger : 210
- Bateau de lumière (光の船, Hikari no Fune?)

Apparition : Task 32
Niveau de danger : ???
Soleil de Lemuria (レムリアの太陽, Remuria no Taiyō)
Apparitions : Tasks 33 et 34
Niveau de danger : 670
- Chef des dieux (神の頭, Kami no Kashira?)

Apparition: Task 35
Niveau de danger : 170
- Kanabō, le brise-montagne (山砕きの金棒, Yamakudaki no Kanabō?)

Apparition : Task 36
Niveau de danger : inconnu
- Pierre de Prospérité (繁栄の石, Han'ei no Ishi?)

Apparition : Task 37
Niveau de danger : 1, 270 avant l'explosion
- Tissu de l'arc-en-ciel (虹の反物, Niji no Tanmono?)

Apparition : Task 38
Niveau de danger : 120
- Pierre de Prométhée (プロメテウスの石, Purometeusu no Ishi?)

Apparition : Task 39
Niveau de danger: 60
- Vaisseau de Mercurius (メルクリウスの器, Merukuriusu no Utsuwa?)

Apparitions : Tasks 40 à 42
Niveau de danger : 260
- Bâton de Caducée (カドゥケウスの杖, Kadukeusu no Tsue?)

Apparition : Task 41
Niveau de danger : 134
- Herbe philosophale (賢者のハーブ, Kenja no Hābu?)

Apparition : Task 41
Niveau de danger : 121
- Mercure de Paracelse (パラケルススの水銀, Parakerususu no Suigin?)

Apparition : Task 41
Niveau de danger : 145
- Golem (ゴーレム, Gōremu?)

Apparition : Task 43
Niveau de danger : 506
- MagiLamp (マジランプ, Majiranpu?)

Apparitions : Magirangers et Bōkengers VS. Super Sentai
Niveau de danger : 258
- Bâton des trois philosophes (三賢者の杖, San Kenja no Tsue?)

Apparition : Bōkengers VS. Super Sentai
Niveau de danger : 666
- Joyau magique du démon oiseau (?)

Apparition : Task 44
Niveau de danger: 600
- Dragon tricéphale des ténèbres (闇の三ッ首竜, Yami no Mikkubiryū?)

Apparitions : Task 45 et 46
Niveaux de danger : 750
- Boîte de Pandore (パンドラの函, Pandora no Hako?)

Apparition: Task 47
Niveaux de danger : 800 (0 après utilisation complète par Gajah)
- Casque de Ryûwon (リュウオーンの兜, Ryūōn no Kabuto?)

Apparition : Task 47
Niveaux de danger : 243
- Bâton de Son Gokû (孫悟空の如意棒, Son Gokū no Nyoibō?)

Apparition : Last Task
Niveaux de danger : Inconnu

## Arsenal
- Accellulaire (アクセルラー, Akuserurā?) : Transformateur des Bōkengers. Ils revêtent leurs armures par la commande « Bōkenger ! Start up! » (「ボウケンジャー！スタートアップ！」, « Bōkenjā! Sutāto appu! »?).
- Survi-Buster (サバイバスター, Sabaibasutā?) : Pistolet individuel des Bōkengers. Il peut être utilisé en mode « Survi-Blade » (「サバイブレード」, « Sabaiburēdo »?).
- Scope Shot (スコープショット, Sukōpu Shotto?) :
- Accel Tector (アクセルテクター, Akuseru Tekutā?) :
- Dual Crusher (デュアルクラッシャー, Dyuaru Kurashā?) :
- Gōgō Changer (ゴーゴーチェンジャー, Gōgō Chenjā?) :  Transformateur de Bōken Silver. Il revêt son armure par la commande «  Gōgō Changer ! Start up! » (「ゴーゴーチェンジャー！スタートアップ！」, « Gōgō Chenjā! Sutāto appu! »?).

## Mechas
- Dai Bōken (ダイボウケン, Dai Bōken?) : formé à partir des cinq véhicules suivants :
  - Gōgō Dump (ゴーゴーダンプ, Gōgō Danpu?) : piloté par Bōken Red.
  - Gōgō Formula (ゴーゴーフォーミュラ, Gōgō Fōmyura?) : piloté par Bōken Black.
  - Gōgō Gyro (ゴーゴージャイロ, Gōgō Jairo?) : piloté par Bōken Blue.
  - Gōgō Dozer (ゴーゴードーザー, Gōgō Dōzā?) : piloté par Bōken Yellow.
  - Gōgō Marine (Diver) (ゴーゴーマリン（ダイバー）, Gōgō Marin (Daibā)?) : piloté par Bōken Pink.

L'assemblage a lieu à partir de la commande « Fusion tonnante ! » (「轟轟合体！」, « Gōgō Gattai! »). Il est armé de la pelle Gō-Scooper (ゴースコッパー, Gō Sukoppā) et de la pioche Gō-Picker (ゴーピッカー, Gō Pikkā), dont la réunion forme l'épée Gōgō-Lame (轟轟剣, Gōgō Ken). Au moment de porter le coup de grâce, les Bōkengers disent : « Adventure Drive ! » (「アドベンチャードライブ！」, « Adobenchā Doraibu! »)
- Dai Tanken (ダイタンケン, Dai Tanken?) : formé à partir des cinq véhicules suivants :
  - Gōgō Jet (ゴーゴージェット, GōGō Jetto?) : piloté par Bōken Red.
  - Gōgō Crane (ゴーゴークレーン, GōGō Kurēn?) : piloté par Bōken Black.
  - Gōgō Mixer (ゴーゴーミキサー, GōGō Mikisā?) : piloté par Bōken Blue.
  - Gōgō Drill (ゴーゴードリル, GōGō Doriru?) : piloté par Bōken Yellow.
  - Gōgō Shovel (ゴーゴーショベル, GōGō Shoberu?) : piloté par Bōken Pink.

L'assemblage a lieu à partir de la commande « Fusion tonnante ! » (「轟轟合体！」, « Gōgō Gattai! »).
- Dai Voyager (ダイボイジャー, Dai Boijyā?) : formé à partir des cinq véhicules suivants :
  - Gōgō Commander (ゴーゴーコマンダー, Gōgō Komandā?) : piloté par Bōken Red.
  - Gōgō Carrier (ゴーゴーキャリアー, Gōgō Kyariā?) : piloté par Bōken Black.
  - Gōgō Fighter (ゴーゴーファイター, Gōgō Faitā?) : piloté par Bōken Blue.
  - Gōgō Attacker (ゴーゴーアタッカー, Gōgō Atakkā?) : piloté par Bōken Yellow.
  - Gōgō Roader (ゴーゴーローダー, Gōgō Rōdā?) : piloté par Bōken Pink.

L'assemblage a lieu à partir de la commande « Fusion tonnante extrême ! » (「超絶轟轟合体！」, « Chōzetsu Gōgō Gattai! »).
- SirenBuilder (サイレンビルダー, SairenBirudā?) : formé à partir des trois véhicules suivants :
  - Gōgō Fire (ゴーゴーファイヤー, GōGō Faiyā?)
  - Gōgō Aider (ゴーゴーエイダー, GōGō Eidā?)
  - Gōgō Police (ゴーゴーポリス, GōGō Porisu?)

L'assemblage a lieu à partir de la commande « Fusion tonnante d'urgence ! » (「緊急轟轟合体！」, « Kinkyū Gōgō Gattai! »).
- Super Dai Bōken (スーパーダイボウケン, Sūpā Dai Bōken?) : formé à partir des neuf véhicules suivants :
  - Gōgō Dump (ゴーゴーダンプ, Gōgō Danpu?)
  - Gōgō Formula (ゴーゴーフォーミュラ, Gōgō Fōmyura?)
  - Gōgō Gyro (ゴーゴージャイロ, Gōgō Jairo?)
  - Gōgō Dozer (ゴーゴードーザー, Gōgō Dōzā?)
  - Gōgō Marine (Diver) (ゴーゴーマリン（ダイバー）, Gōgō Marin (Daibā)?)
  - Gōgō Drill (ゴーゴードリル, GōGō Doriru?)
  - Gōgō Shovel (ゴーゴーショベル, GōGō Shoberu?)
  - Gōgō Mixer (ゴーゴーミキサー, GōGō Mikisā?)
  - Gōgō Crane (ゴーゴークレーン, GōGō Kurēn?)

L'assemblage a lieu à partir de la commande « Super-fusion tonnante ! » (「超轟轟合体！」, « Chō Gōgō Gattai! »).
- Ultimate Dai Bōken (アルティメットダイボウケン, Arutimetto Dai Bōken?) : formé à partir des dix véhicules suivants :
  - Gōgō Dump (ゴーゴーダンプ, Gōgō Danpu?)
  - Gōgō Formula (ゴーゴーフォーミュラ, Gōgō Fōmyura?)
  - Gōgō Gyro (ゴーゴージャイロ, Gōgō Jairo?)
  - Gōgō Dozer (ゴーゴードーザー, Gōgō Dōzā?)
  - Gōgō Marine (Diver) (ゴーゴーマリン（ダイバー）, Gōgō Marin (Daibā)?)
  - Gōgō Drill (ゴーゴードリル, GōGō Doriru?)
  - Gōgō Shovel (ゴーゴーショベル, GōGō Shoberu?)
  - Gōgō Mixer (ゴーゴーミキサー, GōGō Mikisā?)
  - Gōgō Crane (ゴーゴークレーン, GōGō Kurēn?)
  - Gōgō Jet (ゴーゴージェット, GōGō Jetto?)

L'assemblage a lieu à partir de la commande « Fusion tonnante ultime ! » (「究極轟轟合体！」, « Kyūkyoku  Gōgō Gattai! »).

## Épisodes
De l'épisode 4 à 48, l'un des six Bōkengers sera le personnage principal de l'épisode.
1. Le cœur du dieu-démon (魔神の心臓, Majin no Shinzō?)
2. Les dragons voleurs (竜の略奪者, Ryū no Ryakudatsusha?)
3. Les lames des champions (覇者の剣, Hasha no Tsurugi?)
4. Les Véhicules perdus (失われたビークル, Ushinawareta Bīkuru?)
5. La Perle impériale (帝国の真珠, Teikoku no Shinju?)
6. La malédiction brouilleuse (呪いの霧, Noroi no Kiri?)
7. L'Écaille de salamandre (火竜（サラマンダー）のウロコ, Saramandā no Uroko?)
8. Le trésor d'Atlantide (アトランティスの秘宝, Atorantisu no Hihō?)
9. Le ninja d'Orizuru (折鶴の忍者, Orizuru no Ninja?)
10. Bōken Red a disparu (消えたボウケンレッド, Kieta Bōken Reddo?)
11. Le combat dans l'île déserte (孤島の決戦, Kotō no Kessen?)
12. La flûte d'Hamelin (ハーメルンの笛, Hāmerun no Fue?)
13. Les trésors de la princesse Kaguya (かぐや姫の宝, Kaguya-hime no Takara?)
14. Le passé resurgit (甦る過去, Yomigaeru Kako?)
15. La cité de l'Eau (水の都, Mizu no Miyako?)
16. Le cristal de l'Eau (水のクリスタル, Mizu no Kurisutaru?)
17. Le Miroir d'Ashu (アシュの鏡, Ashu no Kagami?)
18. L'homme qui était vivant (生きていた男, Ikiteita Otoko?)
19. L'aventurier brillant (眩き冒険者, Mabayuki Bōkensha?)
20. Le nouveau géant (新たなる巨人, Aratanaru Kyojin?)
21. La mallette de Kozuchi (打出の小槌, Uchide no Kozuchi?)
22. L'Anneau de Solomon (ソロモンの指輪, Soromon no Yubiwa?)
23. Le partenaire dangereux (あぶない相棒, Abunai Aibō?)
24. Le Tambour d'Hatsune (初音の鼓, Hatsune no Tsuzumi?)
25. Le fruit interdit (禁断の果実, Kindan no Kajitsu?)
26. Une pantoufle de verre (ガラスの靴, Garasu no Kutsu?)
27. Un piège de feng shui (風水占いの罠, Fūsui Uranai no Wana?)
28. Une armure légendaire (伝説の鎧, Densetsu no Yoroi?)
29. L'épée dorée (黄金の剣, Ōgon no Ken?)
30. La colère du Majin doré (怒りの黄金魔人, Ikari no Ōgon Majin?)
31. La flamme du pays ruiné (亡国の炎, Bōkoku no Honō?)
32. Le secret de l'école des aventures (ボウケン学校の秘密, Bōken Gakkō no Himitsu?)
33. Le soleil de Lemuria (レムリアの太陽, Remuria no Taiyō?)
34. La mémoire lointaine (遼かなる記憶, Harukanaru Kioku?)
35. Le chef des dieux (神の頭, Kami no Kashira?)
36. Le bâton de fer du démon (鬼の金棒, Oni no Kanabō?)
37. L'admiration du monde du showbiz (憧れの芸能界, Akogare no Geinō-kai?)
38. Le tissu de l'arc-en-ciel (虹の反物, Niji no Tanmono?)
39. La pierre de Prométhée (プロメテウスの石, Purometeusu no Ishi?)
40. Les Ashus de l'Ouest (西のアシュ, Nishi no Ashu?)
41. Le vaisseau de Mercurius (メルクリウスの器, Merukuriusu no Utsuwa?)
42. L'époque des Questers (クエスターの時代, Kuesutā no Jidai?)
43. Le cadeau de Noël dangereux (危険な贈物（クリスマスプレゼント）, Kiken na Kurisumasu Purezento?)
44. La source d'eau chaude du vieux maître (仙人の温泉, Sennin no Onsen?)
45. Le plus puissant dragon du Mal (最凶の邪悪竜, Saikyō no Jaakuryū?)
46. Les ténèbres réveillées (目覚めた闇, Mezameta Yami?)
47. La boîte du désespoir (絶望の函, Zetsubō no Hako?)
48. Le grand prêtre de la peur (恐怖なる大神官, Kyōfu naru Daishinkan?)
49. Les esprits de l'aventure infinie (果て無き冒険魂, Hatenaki Bōken Damashii?)

### Films
- Gōgō Sentai Bōkenger, le film : Le Précieux le plus puissant (轟轟戦隊ボウケンジャーＴＨＥ ＭＯＶＩＥ 最強のプレシャス, Gōgō Sentai Bōkenjā Za Mūvī Saikyō no Pureshasu?) (L'histoire du film se situe entre les épisodes 28 et 29.)
- Juken Sentai Gekiranger VS. Bōkenger (獣拳戦隊ゲキレンジャーＶＳボウケンジャー, Jūken Sentai Gekirenjā Basu Bōkenjā?) (L'histoire du film se situe entre les épisodes 35 et 36.)
- Gōgō Sentai Bōkenger VS. Super Sentai (轟轟戦隊ボウケンジャーＶＳスーパー戦隊, Gōgō Sentai Bōkenjā Basu Sūpā Sentai?) (L'histoire du film se situe entre les épisodes 42 et 43.)

## Distribution
- Narrateur, équipement (voix) : Shinichiro Ohta (太田 真一郎, Ōta Shin'ichirō?)
- Satoru Akashi / Bōken Red : Mitsuomi Takahashi (高橋 光臣, Takahashi Mitsuomi?)
- Masumi Inō / Bōken Black : Yasuka Saitoh (齋藤 ヤスカ, Saitō Yasuka?)
- Souta Mogami / Bōken Blue : Masashi Mikami (三上 真史, Mikami Masashi?)
- Natsuki Mamiya / Bōken Yellow : Chise Nakamura (中村 知世, Nakamura Chise?)
- Sakura Nishihori / Bōken Pink : Haruka Suenaga (末永 遥, Suenaga Haruka?)
- Eiji Takaoka / Bōken Silver : Masayuki Deai (出合 正幸, Deai Masayuki?)
- Morio Makino : Shigeru Saiki (斉木 しげる, Saiki Shigeru?)
- Mister Voice (voix) : Nobuo Tanaka (田中 信夫, Tanaka Nobuo?)
- Zuban (voix) : Hideyuki Hori (堀 秀行, Hori Hideyuki?)
- Gajah / Gajadom (voix) : Hiroo Otaka (大高 洋夫, Ōtaka Hiroo?)
- Ryûwon (voix et forme humaine) : Junpei Morita (森田 順平, Morita Junpei?)
- Jaryû (voix) : Tamotsu Nishiwaki (西脇 保, Nishiwaki Tamotsu?)
- Shizuka : Mami Yamasaki (山崎 真実, Yamasaki Mami?)
- Gekkō (voix) : Banjō Ginga (銀河 万丈, Ginga Banjō?)
- Yaiba (voix) : Takaya Kuroda (黒田 崇矢, Kuroda Takaya?)
- Gai (voix) : Kenta Miyake (三宅 健太, Miyake Kenta?)
- Rei (voix) : Chihiro Suzuki (鈴木 千尋, Suzuki Chihiro?)

### Seiyū invités
- Jougami : Masaharu Satō (佐藤 正治, Satō Masaharu?)
- Takumigami : Masanobu Kariya (仮屋 昌伸, Kariya Masanobu?)
- Kawazugami : Naoki Tatsuta (龍田 直樹, Tatsuta Naoki?)
- Kanadegami : Kyōsei Tsukui (津久井 教生, Tsukui Kyōsei?)
- Wicked Dragon Lindom : Daisuke Gōri (郷里 大輔, Gōri Daisuke?)
- Nendogami : Keiichi Sonobe (園部 啓一, Sonobe Keiichi?)
- Wicked Dragon Naga : Kiyoyuki Yanada (梁田 清之, Yanada Kiyoyuki?)
- Hyouga : Kenji Hamada (浜田 賢二, Hamada Kenji?)
- Zukangami : Hiroyuki Muraoka (村岡 弘之, Muraoka Hiroyuki?)
- Akutagami : Kōichi Sakaguchi (坂口 候一, Sakaguchi Kōichi?)
- Wicked Dragon Talong : Bin Shimada (島田 敏, Shimada Bin?)
- Shirubegami : Masaru Ōbayashi (大林 勝, Ōbayashi Masaru?)
- Mamorigami : Yūsuke Numata (沼田 祐介, Numata Yūsuke?)
- Wicked Dragon Dembey  (voix) : Akira Ishida (石田 彰, Ishida Akira?)
- Prometheus' Stone : Mitsuaki Madono (真殿 光昭, Madono Mitsuaki?)
- Ouga : Kazuki Yao (矢尾 一樹, Yao Kazuki?)
- AkaRed : Toru Furuya
- Wicked Dragon Tagargin : Yūji Kishi (岸 祐二, Kishi Yūji?)
- Desperado : Katsumi Shiono (塩野 勝美, Shiono Katsumi?)

## Autour de la série
- C'est la trentième série Super Sentai. Les Bōkengers présentent une fiche par épisode à partir de l'épisode 4.
- Le design des ennemis et monstres de la série est inspiré des robots (voire des mechas) des précédentes séries.
- Bōkenger est la deuxième série, entre Ohranger et Go-Buster, à ne pas avoir eu un cross-over avec la série précédente (Magiranger), la première étant Gaoranger. (Bien que Magi Yellow et Magi Shine soient apparus dans Gōgō Sentai Bōkenger VS. Super Sentai.)
- Bōkenger est la première saison anniversaire dont la personnalité des rangers s'inspire de celle d'anciens rangers :
  - Satoru Akashi s'inspire de Makoto Naoya (Aka Ranger dans Goranger).
  - Masumi Inō s'inspire de Gai Yûki (Black Condor dans Jetman).
  - Sōta Mogami s'inspire de Kyōsuke Shida (Battle France dans Battle Fever J).
  - Natsuki Mamiya s'inspire d'Ako Hayasaka (Blue Swallow dans Jetman).
  - Sakura Nishihori s'inspire de Peggy Matsuyama (Momo Ranger dans Goranger).
  - Eiji Takaoka s'inspire de Burai (Dragon Ranger dans Zyuranger).
- Le dix-neuvième épisode de Bōkenger marque aussi le mille-cinq-centième épisode de la franchise Super Sentai Series.